# Ole Larsen (maler)
 Der er flere personer med dette navn, se Ole Larsen.
Ole Larsen (1768 i Gudbrandsdalen, Norge – 26. januar 1852 i København) var en dansk maler.
Han blev optaget på Kunstakademiet i 2. frihåndsskole januar 1805, kom i gipsskolen marts 1806 og i modelskolen marts 1812. Han tog borgerskab som malermester i København 11. februar 1814 og var Ordenskapitlets våbenmaler fra 1808 til sin død 1852. Han var håndværksmaler og uddannede andre, bl.a. sin søn, maleren Christian Larsen. Larsen malede i akademitiden flere kopier efter religiøse og allegoriske motiver, men bortset fra en tegning af Bertel Thorvaldsens våben (1844, Thorvaldsens Museum), kendes næsten ingen af hans værker i dag. 
Han blev gift 13. september 1815 i København med Maren Cathrine Lindberg (17. august 1798 smst. - 11. april 1868 smst.), datter af skipper Jørgen Lindberg og Maren Jacobsdatter. 
Han er begravet på Assistens Kirkegård.

## Værker
- Magdalena (1809, kopi efter Correggio, tilskrevet)
- Barndommens lyksalighed (1809, kopi efter Karel Dujardin)
- Barndommens nyttige anvendelse (1810, kopi efter Bartolomeo Schedoni)
- Madonna med citronen (udstillet 1810, kopi efter Parmigianino, tilskrevet)
- Våben for Bertel Thorvaldsen (akvarel, 1844, Thorvaldsens Museum)